# مناع القطان
مناع خليل القطان (1345- 1420 هـ / 1925- 1999 م)، عالم دين سني مصري، والمدير السابق للمعهد العالي للقضاء في السعودية.

## مولده ونشأته
ولد في شهر أكتوبر سنة 1925م 1345 هـ في قرية شنشور مركز أشمون من محافظة المنوفية بمصر من أسرة متوسطة الحال، وفي بيئة إسلامية مترابطة، حيث كان المجتمع الريفي يعتمد على الأرض الزراعية. إلى قريته هذه ينسب الشيخ الشنشوري شارح الرحبية في علم الفرائض. بدأ حياته العلمية بحفظ القرآن الكريم في الكتاب، ثم التحق بالمدرسة الابتدائية، ثم التحق بالمعهد الديني الأزهري بمدينة شبين الكوم ثم التحق بكلية أصول الدين في القاهرة.

## مشايخه
- الشيخ عبد الرزاق عفيفي،
- الشيخ عبد المتعال سيف النصر،
- الشيخ علي شلبي،
- الشيخ محمد زيدان،
- الدكتور محمد البهي،
- الدكتور محمد يوسف موسى،

وهو يعتبر أن والده خليل القطان، ثم الشيخ عبد الرزاق عفيفي، ثم حسن البنا أكثر الشخصيات تأثيراً فيه.

## نشاطه الدعوي
- جاهد في فلسطين عام 1948م ومن بعدها دعاه الملك عبد العزيز بن عبد الرحمن آل سعود للتدريس في المملكة العربية السعودية. افتتح المعهد الديني في الاحساء ثم انتقل إلى القصيم ليفتتح أول معهد ديني بها. كان عضوا في اللجنة العليا لسياسة التعليم ومستشار خاص لوزارة الداخلية. التحق بكلية الشريعة بالرياض كاستاذ ومن ثم أصبح مدير المعهد العالي للقضاء. اسس الدراسات العليا في جامعة الامام محمد بن سعود وكان رئيسا لها. اشرف على الكثير من رسالات الدكتوراه وتتلمذ على يده الكثير من العلماء والقضاء المعاصرين. له العديد من المؤلفات القيمة.
- كان وثيق الصلة بالشيخ محمد الغزالي، والشيخ سيد سابق، والشيخ أحمد حسن الباقوري.
- غادر مصر سنة 1953م إلى المملكة العربية السعودية للتدريس في مدارسها ومعاهدها إلى سنة 1958م، حيث انتقل للتدريس بكلية الشريعة بالرياض، ثم كلية اللغة العربية، مديراً للمعهد العالي للقضاء، ثم مديراً للدراسات العليا بجامعة الإمام محمد بن سعود الإسلامية، بالإضافة إلى عضويته في مجلس الجامعة، ورئاسة اللجنة العلمية لكلية البنات وكذلك لجنة السياسة التعليمية بالمملكة،
- كان يشرف على رسائل الماجستير والدكتوراه في جامعات محمد بن سعود، وأم القرى، والجامعة الإسلامية بالمدينة المنورة، والتي بلغ عددها 115 رسالة،
- وفقه الله لإقامة مجمع إسلامي خيري كبير سنة 1993م في قريته شنشور بمحافظة المنوفة، على نفقته الخاصة، افتتحه وزير الأوقاف المصري محمود حمدي زقزوق بحضور عدد كبير من علماء الأزهر.
- شارك في الكثير من المؤتمرات الإسلامية والعلمية في داخل المملكة وخارجها، وأهمها: 
  1. المؤتمر الأول لرابطة العالم الإسلامي.
  2. المؤتمر الإسلامي العالمي في كراتشي.
  3. المؤتمر الإسلامي العالمي في بغداد.
  4. المؤتمر الإسلامي في القدس.
  5. مؤتمر المنظمات الإسلامية.
  6. مؤتمر رسالة الجامعة ـ الرياض.
  7. أسبوع الفقه الإسلامي ـ الرياض.
  8. أسبوع الشيخ محمد بن عبد الوهاب ـ الرياض.
  9. المؤتمر العالمي الأول للاقتصاد الإسلامي ـ مكة المكرمة.
  10. المؤتمر الجغرافي الإسلامي ـ الرياض.
  11. ندوة رسالة المسجد ـ الرياض.
  12. مؤتمر الدعوة والدعاة ـ المدينة المنورة.
  13. مؤتمر مكافحة الجريمة ـ الرياض.
  14. ندوة مكافحة المخدرات ـ الرياض.
  15. مؤتمر الندوة العالمية للشباب المسلم ـ الرياض.
  16. ندوة انحراف الأحداث.

وغيرها من المؤتمرات والندوات في أنحاء العالم الإسلامي.

## مؤلفاته
له مؤلفات كثيرة في موضوعات شتَّى، وأهم مؤلفاته:
- مباحث في علوم القرآن[2]، ويعد من أشهر كتبه.
- تاريخ التفسير ومناهج المفسرين.
- تفسير آيات الأحكام.
- نزول القرآن على سبعة أحرف.
- التشريع والفقه في الإسلام تاريخاً ومنهجاً.
- الحديث والثقافة الإسلامية.
- الدعوة إلى الإسلام.
- معوقات تطبيق الشريعة الإسلامية.
- رفع الحرج في الشريعة الإسلامية.
- وجوب تحكيم الشريعة الإسلامية.
- موقف الإسلام من الاشتراكية.
- إقامة المسلم في بلد غير مسلم.
- نظام الأسرة في الإسلام.
- الزواج بالأجنبية.
- الإسلام رسالة الإصلاح.
- رعاية الإسلام للمعاقين.
- التكييف الفقهي للتبرع بالأعضاء وزراعتها.
- الحاجة إلى الرسل في هداية البشرية.
- مباحث في علوم الحديث.
- الفرق الإسلامية.
- العقيدة والمجتمع.
- القضاء في العهد النبوي والخلافة الراشدة.
- تاريخ التشريع الإسلامي - التشريع والفقه، صدر عن مكتبة المعارف بالرياض.

بالإضافة إلى بعض المخطوطات التي نأمل من أبناء الفقيد المبادرة إلى طباعتها.

## من أقواله
"لكل مجتمع آلامه وآماله التي تنبعث من صميم بيئته، فهو يتطلع إلى مبضع يبرئ سقمه في لطف، ويعيد إليه عافيته، وما لم تلمس موعظة الداعية حقائق مشكلاته، يسبر أغوارها، ويشخص علاجها، صمّ آذانه عن الاستماع إليها، ولكل عصر مشكلاته التي تتجدد معه بتجدد الحياة وأفكارها، ونظرة العقل البشري إليها، فالذي يخاطب عصره بمشكلات عصر آبائه وأجداده، أو معضلات بيئته، كالذي يصيح في واد، أو ينفخ في رماد. على كاهل العلماء يقع العبء الثقيل في مسيرة الجيل، والوقوف في وجه التيارات الغازية، واستئناف حياة إسلامية صحيحة.
إن الأمة قد ترزأ في اقتصادها، واحتلال أرضها، أو تخلف حياتها، ولكنها تظل أمة حية تنبض بمعاني القوة، ما دامت معتصمة بدينها، مؤمنة بعقيدتها، واثقة بنصر الله لها. لقد كان العلماء على مر العصور والأجيال، يختلفون في المسائل الفرعية الاجتهادية، ولكن هذا الاختلاف لم يفسد ما بينهم من رابطة الجهاد، فقد كانوا يوقنون بأنهم جميعاً جنود للإسلام في صف المعركة. إن الإسلام عقيدة وشريعة، وإن الولاء الذي يجمع الشمل ويصلح الناس، هو الولاء للدين، والإسلام دين عالمي للبشرية كلها، يترفَّع في بناء الأمة عن ولاء الجنس والعنصر والأرض، ويجعل العقيدة هي الوحدة المشتركة بين الناس جميعاً في ظل الإسلام، فكانت الأخوّة الدينية بين المسلمين، هي هذه الوحدة المشتركة التي قررها القرآن الكريم إنما المؤمنون إخوة (الحجرات:10)، وقررها الرسول العظيم صلى الله عليه وسلم: "المسلم أخو المسلم"، فغلبت أخوّة الإيمان على كل صلة سواها، حتى صلة النسب، فنسي المرء بها قبيلته، وخرج على عشيرته، وخاصم الولد أباه، وقاتل الأخ أخاه: لا تجد قوما يؤمنون بالله واليوم الآخر يوادون من حاد الله ورسوله ولو كانوا آباءهم أو أبناءهم أو إخوانهم أو عشيرتهم (المجادلة:22)، وأخوّة النسب تنقطع بمخالفة الدين، وأخوّة الدين لا تنقطع بمخالفة النسب".

## عائلته
زوجته الدكتورة رجاء شبل، أستاذة لغة عربية ورئيسة القسم (متقاعدة) 
أكبر أولاده الدكتور محمد القطان أستاذ واستشاري جراحة اليد والتجميل ورئيس قسم الأبحاث في جامعة الملك سعود وهو متميز عالميا في مجاله.
ابنه الثاني الدكتور خالد القطان أستاذ واستشاري جراحة الصدر وزراعة الرئة في مستشفى الملك فيصل التخصصي والعميد المؤسس لكلية الطب في جامعة الفيصل.
ابنه الدكتور وائل القطان استشاري جراحة الكبد والمناظير في مدينة الملك فهد الطبية وجامعة الفيصل.
ابنته الكبرى الدكتورة هند القطان استشارية جراحة العيون في مستشفى الملك خالد للعيون ورئيسة قسم علم الامراض وطب المختبر.
ابنته الدكتورة ريم القطان استاذة مساعدة لجراحة الأسنان في كلية طب الأسنان في جامعة الملك سعود.

## وفاته
توفي يوم الاثنين 6 ربيع الآخر سنة 1420 هـ الموافق 19 يوليو 1999م وصُلي عليه في مسجد الراجحي بحي الجزيرة، ودُفن في مقابر النسيم بالرياض، بعد مرض عُضال نتيجة إصابته بسرطان الكبد الذي استمرَّ أكثر من ثلاث سنوات، وكان عمره خمسة وسبعين عامًا، وترك خلفه خمسة من الأولاد، ثلاثة أبناء وبنتين، والخمسة جميعهم أطباء في تخصصات مختلفة في مستشفيات الرياض.

## وصلات خارجية
- كتب الشيخ علي موقع قصة الإسلام
- محاضرات الشيخ علي موقع إسلام ويب